# Playa de Vaca
Playa de Vaca är en ort i Mexiko.   Den ligger i kommunen Cosamaloapan de Carpio och delstaten Veracruz, i den sydöstra delen av landet, 400 km öster om huvudstaden Mexico City. Playa de Vaca ligger 22 meter över havet och antalet invånare är 445.
Terrängen runt Playa de Vaca är platt. Runt Playa de Vaca är det ganska tätbefolkat, med 160 invånare per kvadratkilometer. Närmaste större samhälle är Tuxtepec, 10,1 km sydväst om Playa de Vaca. Trakten runt Playa de Vaca består till största delen av jordbruksmark.